# 安克·胡貝爾
安克·胡貝爾（Anke Huber，1974年12月4日—），是一位德國網球運動員。
胡貝爾在大滿貫最佳戰績在1996年闖進澳大利亞網球公開賽決賽，負於一代天后莫妮卡·莎莉絲。

## 個人生活
她曾在2005年生了一個男孩，隔年2006年再生了一個女孩。

## 大滿貫

### 女單亞軍（1）
| 年份 | 比賽 | 場地 | 決賽對手 | 國籍 | 勝方比分 |
| ---- | ---- | ---- | -------- | ---- | -------- |
| 1996 | 澳網 | 硬地 | 莎莉絲   | 美國 | 6-4, 6-1 |

## 外部連結
- 安克·胡貝爾的国际女子网球协会官方資料（英文）
- 安克·胡貝爾的國際網球總會 職業／青少年 官方資料（英文）
- Fed Cup - Player profile - Anke HUBER (GER)